# Let Her Go
"Let Her Go" é uma canção do cantor britânico Passenger, gravada para o seu terceiro álbum de estúdio All the Little Lights. Foi composta e produzida pelo próprio intérprete, com o auxílio de Chris Valejo na produção. O seu lançamento como o segundo single do disco ocorreu em 24 de julho de 2012, através da Embassy of Music .

## Recepção da crítica
Steffen Ruth da Main Post designou a canção como "uma folk-pop pequena, simpática e melancólica" estilisticamente em algum lugar "entre Ed Sheeran e James Blunt".

## Vídeo musical
O vídeo da música foi dirigido e produzido pelo artista de vídeo australiano Dave Jensen e Tavic, que mostra o palco sendo preparado para um concerto de Passenger, inserção de imagens a partir de reações do público, sua banda e como, à medida que a pista avança, aparecem pequenas luzes no palco, junto com close-ups dele cantando.

## Outras versões
Em outubro de 2013, uma versão piano-driven da faixa foi cantada pela jovem cantora italiana Violetta Zironi durante a sétima série do The X Factor (Itália). A faixa também foi gravada e incluída em seu primeiro EP "Dimmi che non passa", lançado em Dezembro de 2013.
A cantora britânica Birdy gravou uma versão cover chamada "Let Him Go" em 2013. Foi também regravada em 2012 pela banda holandesa de metal sinfônico, Within Temptation para o álbum Hydra (versão iTunes) e The Q-Music Sessions, e também por Jasmine Thompson para o álbum Bundle of Tantrums.

## Faixas e formatos
| Promo digital |              |         |  |
| N.º           | Título       | Duração |  |
| 1.            | "Let Her Go" | 4:13    |  |

| CD single |                              |         |  |
| N.º       | Título                       | Duração |  |
| 1.        | "Let Her Go" (Album Version) | 4:12    |  |
| 2.        | "Let Her Go" (Acoustic)      | 4:27    |  |

| Download digital |                             |         |  |
| N.º              | Título                      | Duração |  |
| 1.               | "Let Her Go"                |         |  |
| 2.               | "Let Her Go" (Acoustic)     | 4:27    |  |
| 3.               | "Let Her Go" (Live Version) | 4:05    |  |

| Download digital no Reino Unido |                                                     |         |  |
| N.º                             | Título                                              | Duração |  |
| 1.                              | "Let Her Go" (Radio Edit)                           |         |  |
| 2.                              | "Let Her Go" (Live from the Enmore Theatre, Sydney) | 3:33    |  |
| 3.                              | "Let Her Go" (Music Video)                          | 4:11    |  |

| Let Her Go - EP |                                                                   |         |  |
| N.º             | Título                                                            | Duração |  |
| 1.              | "Let Her Go"                                                      | 4:12    |  |
| 2.              | "Life's For the Living" (Live From the Factory Theatre in Sydney) | 4:49    |  |
| 3.              | "Shape of Love" (Live From the Factory Theatre in Sydney)         | 3:05    |  |
| 4.              | "Feather On the Clyde" (Live From the Factory Theatre in Sydney)  | 4:42    |  |
| 5.              | "All the Little Lights" (Live From the Factory Theatre in Sydney) | 3:41    |  |
| 6.              | "Holes" (Live From the Factory Theatre in Sydney)                 | 5:21    |  |

## Desempenho nas tabelas musicais
| Tabela musical (2012–14)                               | Melhor posição |
| ------------------------------------------------------ | -------------- |
| Alemanha (Media Control Charts)                        | 1idjrjdndndn   |
| Austrália (ARIA Charts)                                | 1              |
| Áustria (Ö3 Austria Top 40)                            | 1              |
| Bélgica (Ultratop 50 de Flandres)                      | 1              |
| Bélgica (Ultratop 40 da Valônia)                       | 11             |
| Canadá (Canadian Hot 100)                              | 5              |
| Croácia (Croatian Airplay Radio Chart)                 | 1              |
| Dinamarca (Tracklisten)                                | 1              |
| Escócia (The Official Charts Company)                  | 2              |
| Eslováquia (IFPI Slovenská Republika)                  | 2              |
| Espanha (Productores de Música de España)              | 3              |
| Estados Unidos (Billboard Hot 100)                     | 5              |
| Estados Unidos (Pop Songs)                             | 8              |
| Estados Unidos (Adult Pop Songs)                       | 1              |
| Estados Unidos (Adult Contemporary)                    | 1              |
| Estados Unidos (Hot Rock Songs)                        | 1              |
| Estados Unidos (Adult Alternative Songs)               | 1              |
| Finlândia (IFPI Finlândia)                             | 1              |
| França (Syndicat National de l'Édition Phonographique) | 6              |
| Grécia (Greece Digital Songs)                          | 1              |
| Hungria (Magyar Hanglemezkiadók Szövetsége)            | 18             |
| Irlanda (Irish Recorded Music Association)             | 1              |
| Israel (Media Forest)                                  | 2              |
| Itália (Federazione Industria Musicale Italiana)       | 1              |
| Líbano (The Official Lebanese Top 20)                  | 2              |
| Luxemburgo (Luxembourg Digital Songs)                  | 1              |
| México (Mexico Inglés Airplay)                         | 1              |
| Noruega (VG-lista)                                     | 1              |
| Nova Zelândia (NZ Top 40 Singles)                      | 1              |
| Países Baixos (MegaCharts)                             | 2              |
| Polónia (Związek Producentów Audio Video)              | 4              |
| Portugal (Portugal Digital Songs)                      | 4              |
| Reino Unido (UK Singles Chart)                         | 2              |
| Reino Unido (UK Indie Chart)                           | 1              |
| Chéquia (IFPI Česká Republika)                         | 1              |
| Roménia (Media Forest)                                 | 1              |
| Sérvia (Pop Top Lista)                                 | 10             |
| Suécia (Sverigetopplistan)                             | 1              |
| Suíça (Schweizer Hitparade)                            | 1              |
| União Europeia (Euro Digital Songs)                    | 1              |
| Venezuela (Record Report)                              | 1              |

| Tabela musical (2013)                            | Melhor posição |
| ------------------------------------------------ | -------------- |
| Alemanha (Media Control Charts)                  | 5              |
| Austrália (ARIA Charts)                          | 3              |
| Áustria (Ö3 Austria Top 40)                      | 4              |
| Bélgica (Ultratop 50 de Flandres)                | 12             |
| Bélgica (Ultratop 40 da Valônia)                 | 29             |
| Canadá (Canadian Hot 100)                        | 61             |
| Estados Unidos (Billboard Hot 100)               | 97             |
| Estados Unidos (Hot Rock Songs)                  | 16             |
| Estados Unidos (Adult Pop Songs)                 | 32             |
| Irlanda (Irish Recorded Music Association)       | 2              |
| Israel (Media Forest)                            | 9              |
| Itália (Federazione Industria Musicale Italiana) | 20             |
| Nova Zelândia (NZ Top 40 Singles)                | 6              |
| Países Baixos (MegaCharts)                       | 23             |
| Reino Unido (UK Singles Chart)                   | 4              |
| Suécia (Sverigetopplistan)                       | 2              |
| Suíça (Schweizer Hitparade)                      | 4              |

| País (Empresa)             | Certificação           |
| -------------------------- | ---------------------- |
| Alemanha (BVMI)            | Platina                |
| Austrália (ARIA)           | 7× Platina             |
| Áustria (IFPI Áustria)     | Platina                |
| Bélgica (BEA)              | 2× Platina             |
| Canadá (Music Canada)      | 6× Platina             |
| Dinamarca (IFPI Dinamarca) | Platina                |
| Dinamarca (IFPI Dinamarca) | 6× Platina (streaming) |
| Espanha (PROMUSICAE)       | 3× Platina             |
| Estados Unidos (RIAA)      | 6× Platina             |
| Finlândia (IFPI Finlândia) | Ouro                   |
| França (SNEP)              | Ouro                   |
| Itália (FIMI)              | 5× Platina             |
| Noruega (IFPI Noruega)     | 2× Platina             |
| Nova Zelândia (RMNZ)       | 2× Platina             |
| Reino Unido (BPI)          | 2× Platina             |
| Suécia (GLF)               | 5× Platina             |
| Suíça (IFPI Suíça)         | 3× Platina             |